# Dzianis Surawiec
Dzianis Surawiec (biał. Дзяніс Суравец; ur. 17 marca 1986 w Bychowie) – białoruski wioślarz.

## Osiągnięcia
- Mistrzostwa Świata Juniorów – Banyoles 2004 – czwórka podwójna – 7. miejsce[1].
- Mistrzostwa Świata U-23 – Amsterdam 2005 – czwórka podwójna – 1. miejsce[1].
- Mistrzostwa Świata U-23 – Hazewinkel 2006 – czwórka podwójna – 13. miejsce[1].
- Mistrzostwa Świata – Monachium 2007 – jedynka – 21. miejsce[1].
- Mistrzostwa Europy – Ateny 2008 – czwórka podwójna – 9. miejsce[1].
- Mistrzostwa Europy – Brześć 2009 – dwójka podwójna – 6. miejsce[1].